# Souvenir Souvenir
Pour plus de détails, voir Fiche technique et Distribution.
Souvenir Souvenir est un film français d'animation sorti en 2020, réalisé par Bastien Dubois, produit par Amiel Tenenbaum, Simon Pénochet et Bastien Dubois. Le court métrage a été présenté dans de nombreux festivals, notamment au Festival de Clermont-Ferrand, au Festival international du film de Seattle, au Short Film Award et au Festival du film de Sundance, et a remporté un Annie Award dans la catégorie Meilleur sujet court en 2021. Il a été présélectionné pour l'Oscar du meilleur court métrage d'animation.

## Synopsis
Pendant dix ans, un cinéaste tente de faire un film à partir des souvenirs de la guerre d'Algérie de son grand-père. À la fois déni de l'Histoire et tabou familial, les questions soulevées par le sujet ne trouvent pas de réponse, et la mémoire personnelle et collective est laissée dans le non-dit. Le récit explore l'indicible honte et la quête sur un passé dissimulé, finalement résolu par la réalisation du film.

## Fiche technique
- Titre : Souvenir Souvenir
- Réalisation : Bastien Dubois
- Scénario : Bastien Dubois
- Décors : Jorge Gonzalez et Bastien Dubois
- Son : Vandy Roc
- Montage son : Lionel Guenoun
- Musique : Anetha, Vandy Roc, Antonio Vivaldi, John Hunter Jr. et Jonathan Slott
- Production : Blast Production
- Pays :  France
- Durée : 15 minutes
- Date de sortie : France - 10 octobre 2020

## Sélection
- Festival du cinéma méditerranéen de Montpellier Cinemed 2020[3],[4]
- Festival War on Screen 2022 : Prix du meilleur court métrage du Jury lycéen

## Récompenses
- Mention spéciale du Prix Jeunes Talents 2020[5]
- Prix Émile-Reynaud 2020[6]
- Mention du prix spécial du jury au Festival Off-Courts de Trouville[7],[8]
- Grand Prix aux Sommets du cinéma d'animation[9]
- Meilleur film au Festival de Clermont-Ferrand 2021[1]
- Grand prix du jury documentaire au Festival international du film de Seattle 2021[10]
- Prix du jury du meilleur court métrage animé au festival de Sundance 2021[11]
- Meilleur court métrage aux Annie Awards 2021[12]
- Pré-sélection pour les Oscars dans la catégorie meilleur film d'animation 2021[13]